# Telecombrigade
Die heutige Telecombrigade ist eine seit 1866 bestehende besondere militärische Milizformation der Schweiz, in der das Personal der ehemaligen eidgenössischen Telegraphenverwaltung bis zur heutigen Swisscom zusammengefasst wird. Die Telecombrigade ist in die Schweizer Armee eingegliedert.
Die Bezeichnungen und die Grösse der Einheit haben sich im Laufe der Jahre ständig verändert, vom Militärtelegraphen von 1866 über Feldtelegraphendienst 1891 und Feldtelefon- und Feldtelegrafendienst (Ftg u Ftf D) 1947 bis zur Telecombrigade 40 1995 mit über 6000 Angehörigen. Der Formation gehörten mit zwei Ausnahmen ausschliesslich Fachpersonal und Kader der Swisscom in Personalunion zivile gleich militärische Funktion an. Mit dieser Lösung verfügt das Land über eine militärische Einheit, die im Einsatz mit den vorhanden zivilen Kommunikationsmitteln und dem Fachpersonal solange wie möglich durch alle strategischen Lagen zu Gunsten landeswichtiger Interessen betreibt. Mit Wirkung zum 1. Januar 1998 wurde Oberst Erich Beck zum Kommandanten der Brigade ernannt und gleichzeitig zum Brigadier befördert.